# 仙台市の亜炭
本稿では宮城県仙台市の亜炭（せんだいしのあたん）の分布や歴史について述べる。

## 分布
宮城県仙台市では、第三紀の鮮新世（約500万年前から約258万年前）に形成された仙台層群のうち、竜の口層以外に亜炭が含まれる。
亜炭のうち、彫塑可能な「木質亜炭」は埋木細工に、炭化した「炭質亜炭」は香炉灰や燃料に、珪化木は観賞用または放置された。幕末以降は、主に広瀬川中流の向山層において、小規模な炭鉱が多数散在する形で採掘が行われた。
| 地質時代 | 地質時代           | 地層                      | 地層                      | 備考   |
| -------- | ------------------ | ------------------------- | ------------------------- | ------ |
| 第 四 紀 | 完 新 世           | 沖積層 仙台下町段丘堆積物 | 沖積層 仙台下町段丘堆積物 |        |
| 第 四 紀 | 更 新 世           | 沖積層 仙台下町段丘堆積物 | 沖積層 仙台下町段丘堆積物 |        |
| 第 四 紀 | 仙台中町段丘堆積物 |                           |                           |        |
| 第 四 紀 | 仙台上町段丘堆積物 |                           |                           |        |
| 第 四 紀 | 台原段丘堆積物     |                           |                           |        |
| 第 四 紀 | 青葉山層           |                           |                           |        |
| 第 三 紀 | 鮮 新 世           | 仙 台 層 群               | 大年寺層                  | 海成層 |
| 第 三 紀 | 鮮 新 世           | 仙 台 層 群               | 向山層（八木山層）        | 陸成層 |
| 第 三 紀 | 鮮 新 世           | 仙 台 層 群               | 竜の口層                  | 海成層 |
| 第 三 紀 | 鮮 新 世           | 仙 台 層 群               | 亀岡層                    | 陸成層 |

## 歴史
歌枕の名取川は、古くから埋れ木（亜炭の一種）の名産地として知られ、和歌に詠まれてきた。また、名取川の埋れ木を香炉の灰として使用するのが都で流行し、最高級の灰として珍重された。
江戸時代になると、香道に造詣が深い仙台藩祖・伊達政宗が、名取川下流右岸（南岸）の名取郡四郎丸村（現・仙台市太白区四郎丸。北緯38度11分35.9秒 東経140度55分16.3秒）に年貢諸役を免除する代わりとして、埋れ木の採掘や埋木灰の生産を命じた。
1822年（文政5年）、仙台藩家臣の足軽・山下周吉が竜ノ口渓谷（北緯38度15分0.2秒 東経140度51分21.1秒 / 北緯38.250056度 東経140.855861度）で埋れ木を得て持ち帰り、食器類を作った。竜ノ口渓谷は、名取川水系広瀬川の中流にある同河川の支流がつくった渓谷で、仙台層群が広く露出している場所である。足軽身分で扶持の少ない周吉は、埋木細工を内職にしようと採掘許可を願い出たが、仙台城（北緯38度15分8.7秒 東経140度51分22.3秒 / 北緯38.252417度 東経140.856194度）南面の防御である同渓谷は軍事的に重要な地区であるため許可されなかった。しかし仙台藩が黙認したことで採掘が始まり、埋木細工が作られるようになった。当初はあまり売れるものではなかったようだが、足軽の石垣勇吉によって製品として高められて名産品となった。そのため、幕末から明治・大正にかけて仙台土産として人気となり、特に観光地である日本三景・松島でよく売れた。
一方、「炭質亜炭」も明治から、木桶風呂（鉄砲風呂）やダルマストーブなどの燃料として盛んに採掘されるようになり、広瀬川沿いの青葉山・越路山（八木山）・向山などのほかに、現在の仙台市内にあたる地域では宮城郡広瀬村や大沢村（以上、現・青葉区の一部）、七北田村や根白石村（以上、現・泉区）でも採掘が行われ、鉱山鉄道を敷設する鉱山もあった。燃料事情の悪化に伴って、太平洋戦争が始まった1941年（昭和16年）から戦後占領期の1949年（昭和24年）までは石炭とともに亜炭は国の重点施策となり、採掘の最盛期には全国で3位の生産量となった。そのため昭和30年代までの仙台では、学校や家庭で広く使われており、夕方になると煙突から立ち上る煤煙と亜炭特有の甘酸っぱい匂いが街中にただよっていた。
しかし、もともと薄い亜炭の層から大量に採掘したため、昭和30年代半ばには大年寺層の一部と向山層で採掘されるのみとなり、亀岡層からの採掘は無くなった。また、1957年（昭和32年）12月、仙台市ガス局原町工場（北緯38度16分24.7秒 東経140度54分24.5秒）が完成すると、同局は需要家拡張3ヶ年計画を実施して2万5千戸のガス風呂普及を達成。さらに1962年（昭和37年）10月、原油の輸入自由化によって石油燃料が広まっていった。このようなエネルギー革命の中で日本の亜炭採掘は1960年（昭和35年）頃から急激に減少して、1966年（昭和41年）の統計では1位：山形県17万トン、2位：宮城県9.5万トン、3位：岐阜県8.9万トンとなり、仙台でも1965年（昭和40年）頃には「炭質亜炭」の採掘が終了した。
一企業が採掘を行っていたわけではなく、家族経営的な極めて小規模な炭鉱が多数存在する状況にあった。採掘の大半は坑道掘であるが、貧弱な支保工で支えるタヌキ掘りであった。 亜炭は工業用途には向かず、家庭用燃料の需要が主であったことから、半農半鉱というべき体制で、農閑期にのみ生産する炭鉱も多かった。1980年代頃から住宅地の真下に掘られた坑道の落盤により、市内の至る所で地盤沈下（陥没）が発生。坑道延長が極めて長く、採掘記録がほとんど残っていないことから、抜本的な対策が講じられない状況にある。
1970年（昭和45年）頃には「木質亜炭」も採掘されなくなったが、採掘済みの原木を用いて埋木細工は伝統工芸として続けられている。2017年時点で、職人は秋保温泉地区に工房を構える70歳代の男性1人と、女性の弟子1人がいるのみ。埋もれ木の備蓄が払底しつつあるため、新規の製作は難しくなっている。
1973年（昭和48年）8月6日、霊屋橋周辺に点在する約300万年前の珪化木が、「霊屋下セコイヤ類化石林」として仙台市の天然記念物に指定された。
1982年（昭和57年）12月1日、埋木細工は宮城県知事指定伝統的工芸品に指定された。